# Кёсалар (Ходжалинский район)
Кёсалар (азерб. Kosalar), ранее в советских русскоязычных источниках также Косалар — село в Ходжалинском районе Азербайджана, является центром Кёсаларского сельского административно-территориального округа.

## География
Село Кёсалар является центром Кёсаларского сельского административно-территориального округа Ходжалинского района, при этом в состав этого сельского административно-территориального округа входят также и сёла Башкенд, Джангасан, Джавадлар, Ялобакенд.
Село расположено в 3,6 км к западу от города Ханкенди на высоте 1507 м.

## История
В советский период село являлось центром одноимённого сельсовета, входящего в состав Степанакертского района Нагорно-Карабахской автономной области (НКАО) Азербайджанской ССР. Указом Президиума Верховного Совета Азербайджанской ССР от 15 мая 1978 года было постановлено утвердить решение исполнительного комитета областного Совета народных депутатов Нагорно-Карабахской автономной области (НКАО) о переносе центра Степанакертского района из города Степанакерт (ныне Ханкенди) в рабочий посёлок Аскеран и переименовании Степанакертского района в Аскеранский район. В результате село оказалось в составе Аскеранского района НКАО Азербайджанской ССР.
2 сентября 1991 года на совместной сессии Нагорно-Карабахского областного и Шаумяновского районного Советов народных депутатов была принята Декларация о провозглашении Нагорно-Карабахской Республики в границах Нагорно-Карабахской автономной области (НКАО) и сопредельного Шаумяновского района Азербайджанской ССР.
26 ноября 1991 года Верховный Совет Азербайджанский Республики принял закон «Об упразднении Нагорно-Карабахской автономной области Азербайджанской Республики». В этом законе было постановлено помимо упразднения Нагорно-Карабахской Автономной Области (НКАО), в том числе также и упразднение Аскеранского района, образование Ходжалинского района с центром в городе Ходжалы и передача территории упразднённого Аскеранского района в состав Ходжалинского района. В настоящее время село Кёсалар является центром Кёсаларского сельского административно-территориального округа Ходжалинского района Азербайджана.
9 мая 1992 года в ходе Карабахского конфликта село было занято армянскими вооружёнными формированиями и попало под контроль непризнанной Нагорно-Карабахской Республики (НКР), согласно административно-территориальному делению которой находилось на территории Аскеранского района НКР.
В ходе тех боёв с азербайджанской стороны погибло 21 жителей села, из которых 17 было гражданских лиц, а также 4 человека попали в заложники. При относительно небольшом количестве населения этого села 2 жителя села (1 из них при жизни) получили статус Национального Героя Азербайджана, 1 был посмертно удостоен ордену «Азербайджанский Флаг», 4 человека были посмертно награждены медалями «За Отвагу».
Согласно Трёхстороннему Заявлению в ночь с 9 по 10 ноября 2020 года, подписанному по итогам Второй Карабахской войны, село перешло под контроль Российских миротворческих сил.
В результате боевых действий в сентябре 2023 года Азербайджан восстановил свой контроль над селом.

## Население
В докофликтный период, население села составляло из 2500 азербайджанцев.

## Известные уроженцы
- Мамедов, Мовсум Шахин оглы — Национальный Герой Азербайджана[13].